# Eisschnelllauf-Mehrkampfeuropameisterschaft 2013

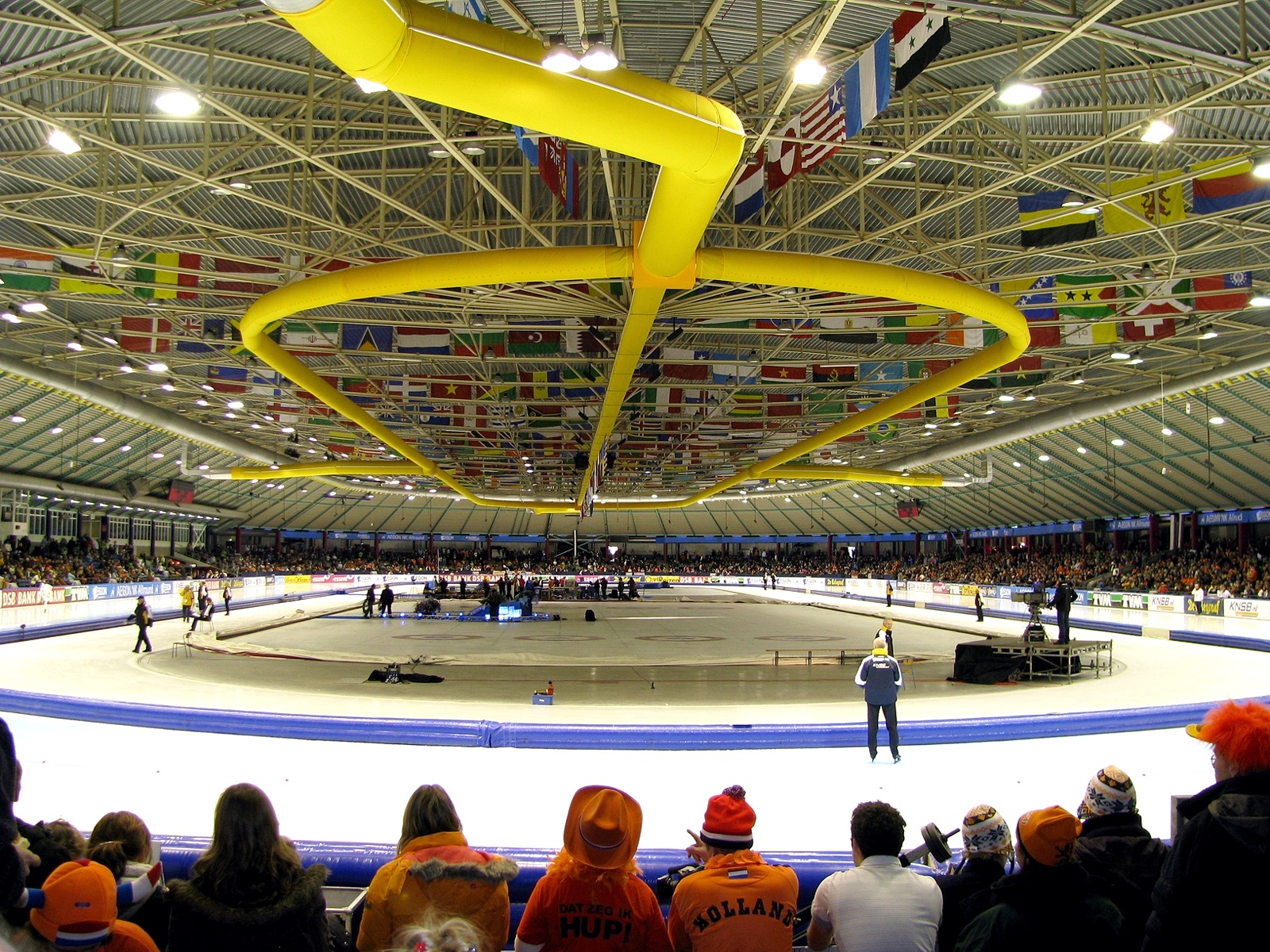
Der Austragungsort: die Thialf-Arena

Die 109. Eisschnelllauf-Mehrkampfeuropameisterschaft (38. der Frauen) wurde vom 11. bis 13. Januar 2013 im Thialf im niederländischen Heerenveen ausgetragen.
Bei den Frauen gewann Ireen Wüst nach 2008 erneut den Titel. Bei den Männern setzte sich Titelverteidiger Sven Kramer souverän durch und gewann seinen insgesamt sechsten Titel.

## Teilnehmende Nationen
- 51 Athleten, 26 Frauen und 25 Männer, nahmen an der Meisterschaft teil. Insgesamt waren 17 Nationen vertreten.

| Teilnehmende Nationen (Frauen/Männer)                                                       | Teilnehmende Nationen (Frauen/Männer)                                                        | Teilnehmende Nationen (Frauen/Männer)                                  |
| ------------------------------------------------------------------------------------------- | -------------------------------------------------------------------------------------------- | ---------------------------------------------------------------------- |
| Österreich (2/1) Belgien (1/2) Belarus (1/1) Tschechien (2/1) Dänemark (1/1) Finnland (0/1) | Deutschland (3/2) Ungarn (1/0) Italien (1/2) Lettland (0/1) Niederlande (4/4) Norwegen (3/3) | Polen (3/3) Rumänien (1/0) Russland (3/2) Schweden (1/1) Schweiz (0/1) |

## Wettbewerb
Bei der Mehrkampfeuropameisterschaft geht es über jeweils vier Distanzen. Die Frauen laufen 500, 3000, 1500 und 5000 Meter und die Männer 500, 5000, 1500 und 10.000 Meter. Jede gelaufene Einzelstreckenzeit wird in Sekunden auf 500 Meter heruntergerechnet und addiert. Die Summe ergibt die Gesamtpunktzahl. Die acht besten Frauen und Männer nach drei Strecken werden für die letzte Distanz zugelassen. Meister wird, wer nach vier Strecken die niedrigste Gesamtpunktzahl erlaufen hat.

### Frauen

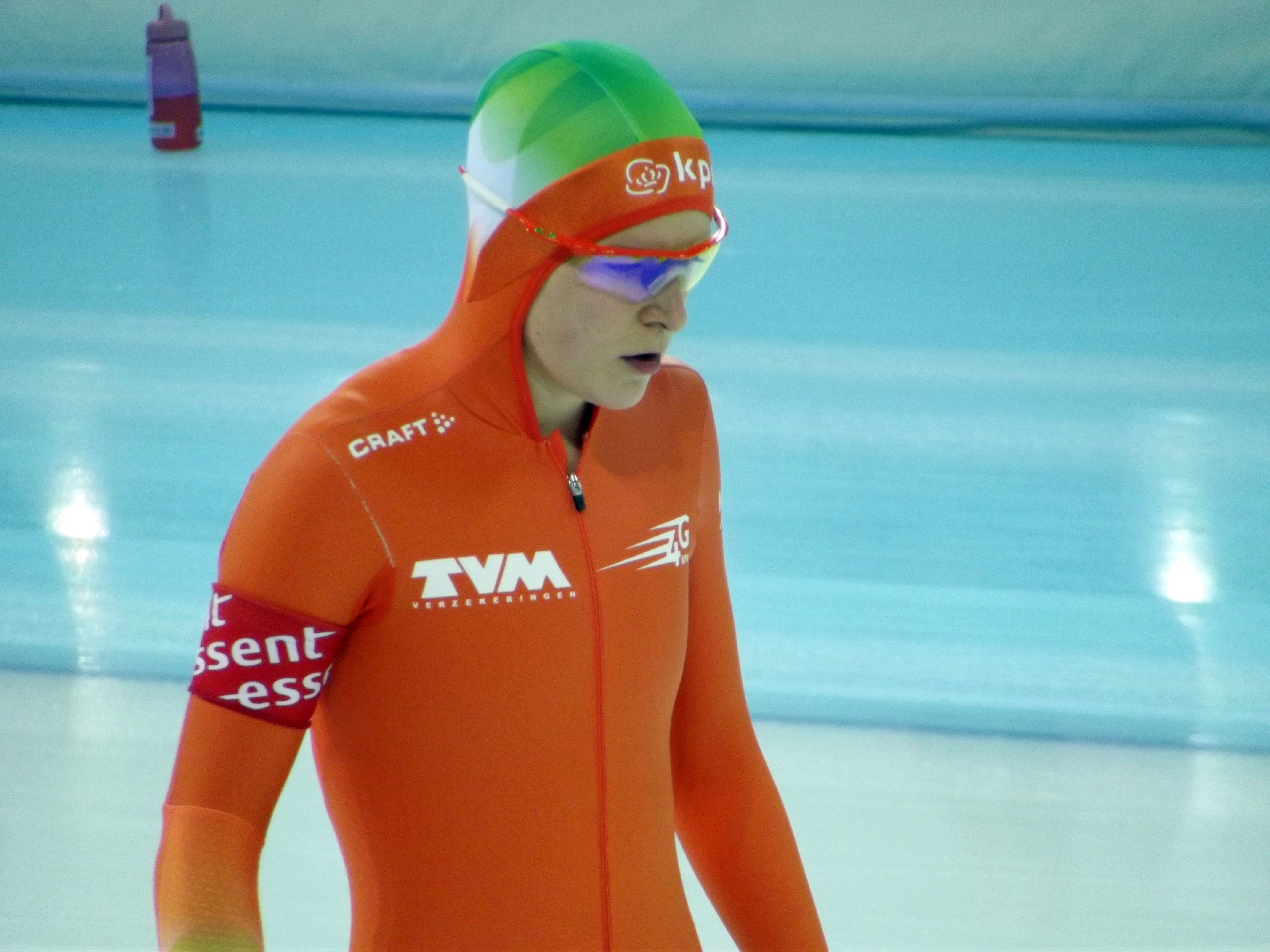
Mehrkampf-Europameisterin Ireen Wüst

#### Endstand Kleiner Vierkampf
- Zeigt die acht Finalteilnehmerinnen über 5000 Meter
  - Die Zahl in Klammern gibt die Platzierung je Einzelstrecke an, fett gedruckt die jeweils Schnellste.

| Rang | Name               | 500 Meter  | Pkt.   | 3000 Meter       | Pkt.   | 1500 Meter       | Pkt.   | 5000 Meter  | Pkt.   | Gesamt- punkte |
| ---- | ------------------ | ---------- | ------ | ---------------- | ------ | ---------------- | ------ | ----------- | ------ | -------------- |
| 1    | Ireen Wüst         | 39,69 (4)  | 39,690 | 4:01,25 (1) (CR) | 40,208 | 1:56,39 (1) (CR) | 38,796 | 7:01,95 (2) | 42,195 | 160,889        |
| 2    | Linda de Vries     | 39,98 (7)  | 39,980 | 4:05,33 (3)      | 40,888 | 1:57,57 (2)      | 39,190 | 7:02,77 (3) | 42,277 | 162,335        |
| 3    | Diane Valkenburg   | 39,93 (6)  | 39,930 | 4:05,84 (4)      | 40,973 | 1:57,76 (3)      | 39,253 | 7:05,56 (4) | 42,556 | 162,712        |
| 4    | Martina Sáblíková  | 40,95 (16) | 40,950 | 4:03,68 (2)      | 40,613 | 1:58,68 (5)      | 39,560 | 6:57,16 (1) | 41,716 | 162,839        |
| 5    | Antoinette de Jong | 39,42 (3)  | 39,420 | 4:07,48 (6)      | 41,246 | 1:59,02 (8)      | 39,673 | 7:08,52 (5) | 42,852 | 163,191        |
| 6    | Olga Graf          | 40,26 (10) | 40,260 | 4:08,64 (8)      | 41,440 | 1:59,24 (9)      | 39,746 | 7:09,90 (6) | 42,990 | 164,436        |
| 7    | Claudia Pechstein  | 40,01 (8)  | 40,010 | 4:09,67 (9)      | 41,611 | 1:58,80 (6)      | 39,600 | 7:14,08 (7) | 43,408 | 164,629        |
| 8    | Ida Njåtun         | 40,15 (9)  | 40,150 | 4:07,77 (7)      | 41,295 | 1:58,57 (4)      | 39,523 | 7:17,73 (8) | 43,773 | 164,741        |

#### 500 Meter
| Platz | Name                  | Land        | Zeit         | Punkte |
| ----- | --------------------- | ----------- | ------------ | ------ |
| 1     | Karolína Erbanová     | Tschechien  | 38,72 s (CR) | 38,720 |
| 2     | Jekaterina Lobyschewa | Russland    | 38,98 s      | 38,980 |
| 3     | Antoinette de Jong    | Niederlande | 39,42 s      | 39,420 |
| 4     | Ireen Wüst            | Niederlande | 39,69 s      | 39,690 |
| 5     | Jekaterina Schichowa  | Russland    | 39,90 s      | 39,900 |
| 6     | Diane Valkenburg      | Niederlande | 39,93 s      | 39,930 |
| 7     | Linda de Vries        | Niederlande | 39,98 s      | 39,980 |
| 8     | Claudia Pechstein     | Deutschland | 40,01 s      | 40,010 |
| 9     | Ida Njåtun            | Norwegen    | 40,15 s      | 40,150 |
| 10    | Olga Graf             | Russland    | 40,26 s      | 41,480 |
|       |                       |             |              |        |
| 11    | Vanessa Bittner       | Österreich  | 40,31 s      | 40,310 |
| 18    | Anna Rokita           | Österreich  | 41,15 s      | 41,150 |
| 23    | Isabell Ost           | Deutschland | 41,61 s      | 41,610 |
| 26    | Stephanie Beckert     | Deutschland | 43,17 s      | 43,170 |

#### 3000 Meter
| Platz | Name               | Land        | Zeit             | Punkte |
| ----- | ------------------ | ----------- | ---------------- | ------ |
| 1     | Ireen Wüst         | Niederlande | 4:01,25 min (CR) | 40,208 |
| 2     | Martina Sáblíková  | Tschechien  | 4:03,68 min      | 40,613 |
| 3     | Linda de Vries     | Niederlande | 4:05,84 min      | 40,888 |
| 4     | Diane Valkenburg   | Niederlande | 4:05,84 min      | 40,973 |
| 5     | Stephanie Beckert  | Deutschland | 4:06,45 min      | 41,075 |
| 6     | Antoinette de Jong | Niederlande | 4:07,48 min      | 41,246 |
| 7     | Ida Njåtun         | Norwegen    | 4:07,77 min      | 41,295 |
| 8     | Olga Graf          | Russland    | 4:08,64 min      | 41,440 |
| 9     | Claudia Pechstein  | Deutschland | 4:09,67 min      | 41,611 |
| 10    | Natalia Czerwonka  | Polen       | 4:10,90 min      | 41,816 |
|       |                    |             |                  |        |
| 15    | Anna Rokita        | Österreich  | 4:15,78 min      | 42,630 |
| 18    | Isabell Ost        | Deutschland | 4:17,98 min      | 42,996 |
| 26    | Vanessa Bittner    | Österreich  | 4:35,69 min      | 45,948 |

#### 1500 Meter
| Platz | Name                  | Land        | Zeit             | Punkte |
| ----- | --------------------- | ----------- | ---------------- | ------ |
| 1     | Ireen Wüst            | Niederlande | 1:56,39 min (CR) | 38,796 |
| 2     | Linda de Vries        | Niederlande | 1:57,57 min      | 39,190 |
| 3     | Diane Valkenburg      | Niederlande | 1:57,76 min      | 39,253 |
| 4     | Ida Njåtun            | Norwegen    | 1:58,57 min      | 39,523 |
| 5     | Martina Sáblíková     | Tschechien  | 1:58,68 min      | 39,560 |
| 6     | Claudia Pechstein     | Deutschland | 1:58,80 min      | 39,600 |
| 7     | Jekaterina Schichowa  | Russland    | 1:58,85 min      | 39,616 |
| 8     | Antoinette de Jong    | Niederlande | 1:59,02 min      | 39,673 |
| 9     | Olga Graf             | Russland    | 1:59,24 min      | 39,746 |
| 10    | Jekaterina Lobyschewa | Russland    | 1:59,50 min      | 39,833 |
|       |                       |             |                  |        |
| 16    | Isabell Ost           | Deutschland | 2:02,22 min      | 40,740 |
| 17    | Stephanie Beckert     | Deutschland | 2:02,39 min      | 40,796 |
| 18    | Anna Rokita           | Österreich  | 2:02,74 min      | 40,913 |

#### 5000 Meter
| Platz | Name               | Land        | Zeit        | Punkte |
| ----- | ------------------ | ----------- | ----------- | ------ |
| 1     | Martina Sáblíková  | Tschechien  | 6:57,16 min | 41,716 |
| 2     | Ireen Wüst         | Niederlande | 7:01,95 min | 42,195 |
| 3     | Linda de Vries     | Niederlande | 7:02,77 min | 42,277 |
| 4     | Diane Valkenburg   | Niederlande | 7:05,56 min | 42,556 |
| 5     | Antoinette de Jong | Niederlande | 7:08,52 min | 42,852 |
| 6     | Olga Graf          | Russland    | 7:09,90 min | 42,990 |
| 7     | Claudia Pechstein  | Deutschland | 7:14,08 min | 43,408 |
| 8     | Ida Njåtun         | Norwegen    | 7:17,73 min | 43,773 |

### Männer

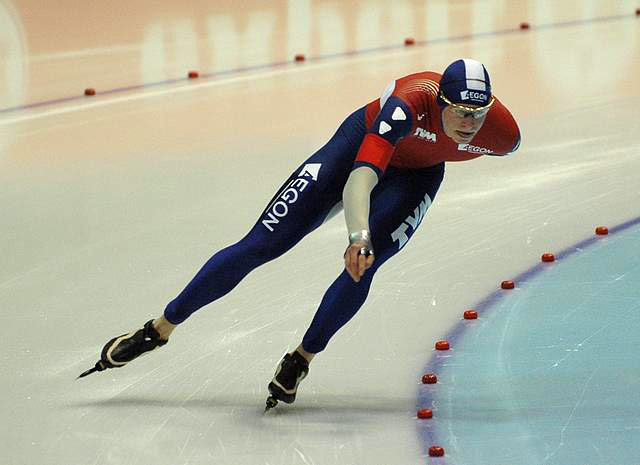
Mehrkampf-Europameister Sven Kramer

#### Endstand Großer Vierkampf
- Zeigt die acht Finalteilnehmer über 10.000 Meter.
  - Die Zahl in Klammern gibt die Platzierung je Einzelstrecke an, fett gedruckt der jeweils Schnellste.

| Rang | Name                  | 500 Meter  | Pkt.   | 5000 Meter   | Pkt.   | 1500 Meter   | Pkt.   | 10.000 Meter      | Pkt.   | Gesamt- punkte |
| ---- | --------------------- | ---------- | ------ | ------------ | ------ | ------------ | ------ | ----------------- | ------ | -------------- |
| 1    | Sven Kramer           | 36,70 (7)  | 36,700 | 6:12,55 (1)  | 37,255 | 1:47,49 (1)  | 35,830 | 12:55,98 (1) (CR) | 38,799 | 148,584        |
| 2    | Jan Blokhuijsen       | 36,40 (4)  | 36,400 | 6:18,16 (2)  | 37,816 | 1:47,89 (10) | 35,963 | 13:01,60 (2)      | 39,080 | 149,259        |
| 3    | Håvard Bøkko          | 36,14 (3)  | 36,140 | 6:23,38 (7)  | 38,338 | 1:46,78 (5)  | 35,593 | 13:08,16 (4)      | 39,408 | 149,479        |
| 4    | Sverre Lunde Pedersen | 36,89 (9)  | 36,890 | 6:19,07 (3)  | 37,907 | 1:46,39 (3)  | 35,463 | 13:12,86 (6)      | 39,643 | 149,873        |
| 5    | Bart Swings           | 37,47 (19) | 37,470 | 6:19,13 (4)  | 39,808 | 1:46,47 (4)  | 35,490 | 13:08,08 (3)      | 39,404 | 150,277        |
| 6    | Iwan Skobrew          | 36,91 (11) | 36,910 | 6:19,85 (5)  | 37,985 | 1:48,59 (12) | 36,196 | 13:29,27 (7)      | 40,463 | 151,554        |
| 7    | Konrad Niedźwiedzki   | 35,93 (1)  | 35,930 | 6:19,85 (13) | 39,375 | 1:46,32 (1)  | 35,440 | 13:45,13 (8)      | 41,256 | 152,001        |
| 8    | Moritz Geisreiter     | 38,03 (21) | 38,030 | 6:22,10 (6)  | 38,210 | 1:48,96 (13) | 36,320 | 13:09,68 (5)      | 39,484 | 152,044 (DR)   |

#### 500 Meter
| Platz | Name                  | Land        | Zeit    | Punkte |
| ----- | --------------------- | ----------- | ------- | ------ |
| 1     | Konrad Niedźwiedzki   | Polen       | 35,93 s | 35,930 |
| 2     | Zbigniew Bródka       | Polen       | 36,03 s | 36,030 |
| 3     | Håvard Bøkko          | Norwegen    | 36,14 s | 36,140 |
| 4     | Jan Blokhuijsen       | Niederlande | 36,40 s | 36,400 |
| 5     | Simen Spieler Nilsen  | Norwegen    | 36,54 s | 36,540 |
| 6     | Jan Szymański         | Polen       | 36,61 s | 36,610 |
| 7     | David Andersson       | Schweden    | 36,70 s | 36,700 |
| 7     | Sven Kramer           | Niederlande | 36,70 s | 36,700 |
| 9     | Sverre Lunde Pedersen | Norwegen    | 36,86 s | 36,860 |
| 10    | Haralds Silovs        | Lettland    | 36,90 s | 36,900 |
|       |                       |             |         |        |
| 16    | Bram Smallenbroek     | Österreich  | 37,18 s | 37,180 |
| 17    | Robert Lehmann        | Deutschland | 37,42 s | 37,420 |
| 21    | Moritz Geisreiter     | Deutschland | 38,03 s | 38,030 |
| 24    | Martin Hänggi         | Schweiz     | 38,65 s | 38,650 |

#### 5000 Meter
| Platz | Name                  | Land        | Zeit        | Punkte |
| ----- | --------------------- | ----------- | ----------- | ------ |
| 1     | Sven Kramer           | Niederlande | 6:12,55 min | 37,255 |
| 2     | Jan Blokhuijsen       | Niederlande | 6:18,16 min | 37,816 |
| 3     | Sverre Lunde Pedersen | Norwegen    | 6:19,07 min | 37,907 |
| 4     | Bart Swings           | Belgien     | 6:19,13 min | 37,913 |
| 5     | Iwan Skobrew          | Russland    | 6:19,85 min | 37,985 |
| 6     | Moritz Geisreiter     | Deutschland | 6:22,10 min | 38,210 |
| 7     | Håvard Bøkko          | Norwegen    | 6:23,38 min | 38,338 |
| 8     | Renz Rotteveel        | Niederlande | 6:24,42 min | 38,442 |
| 9     | Haralds Silovs        | Lettland    | 6:28,19 min | 38,819 |
| 10    | Jan Szymański         | Polen       | 6:29,81 min | 38,981 |
|       |                       |             |             |        |
| 16    | Robert Lehmann        | Deutschland | 6:37,78 min | 39,778 |
| 17    | Bram Smallenbroek     | Österreich  | 6:40,68 min | 40,068 |
| 18    | Martin Hänggi         | Schweiz     | 6:41,46 min | 40,146 |

#### 1500 Meter
| Platz | Name                  | Land        | Zeit        | Punkte |
| ----- | --------------------- | ----------- | ----------- | ------ |
| 1     | Konrad Niedźwiedzki   | Polen       | 1:46,32 min | 35,440 |
| 2     | Zbigniew Bródka       | Polen       | 1:46,38 min | 35,460 |
| 3     | Sverre Lunde Pedersen | Norwegen    | 1:46,39 min | 35,463 |
| 4     | Bart Swings           | Belgien     | 1:46,47 min | 35,490 |
| 5     | Håvard Bøkko          | Norwegen    | 1:46,78 min | 35,593 |
| 6     | Jan Szymański         | Polen       | 1:47,24 min | 35,746 |
| 7     | Haralds Silovs        | Lettland    | 1:47,29 min | 35,763 |
| 8     | Sven Kramer           | Niederlande | 1:47,49 min | 35,830 |
| 9     | Renz Rotteveel        | Niederlande | 1:47,77 min | 35,923 |
| 10    | Jan Blokhuijsen       | Niederlande | 1:47,89 min | 35,963 |
|       |                       |             |             |        |
| 13    | Moritz Geisreiter     | Deutschland | 1:48,96 min | 36,320 |
| 15    | Bram Smallenbroek     | Österreich  | 1:49,69 min | 36,563 |
| 21    | Robert Lehmann        | Deutschland | 1:53,14 min | 37,713 |
| 24    | Martin Hänggi         | Schweiz     | 1:58,79 min | 39,596 |

#### 10.000 Meter
| Platz | Name                  | Land        | Zeit              | Punkte |
| ----- | --------------------- | ----------- | ----------------- | ------ |
| 1     | Sven Kramer           | Niederlande | 12:55,98 min (CR) | 38,799 |
| 2     | Jan Blokhuijsen       | Niederlande | 13:01,60 min      | 39,080 |
| 3     | Bart Swings           | Belgien     | 13:08,08 min      | 39,404 |
| 4     | Håvard Bøkko          | Norwegen    | 13:08,16 min      | 39,408 |
| 5     | Moritz Geisreiter     | Deutschland | 13:09,68 min      | 39,484 |
| 6     | Sverre Lunde Pedersen | Norwegen    | 13:12,86 min      | 39,643 |
| 7     | Iwan Skobrew          | Russland    | 13:29,27 min      | 40,463 |
| 8     | Konrad Niedźwiedzki   | Polen       | 13:45,13 min      | 41,256 |